# 木工用ボンド

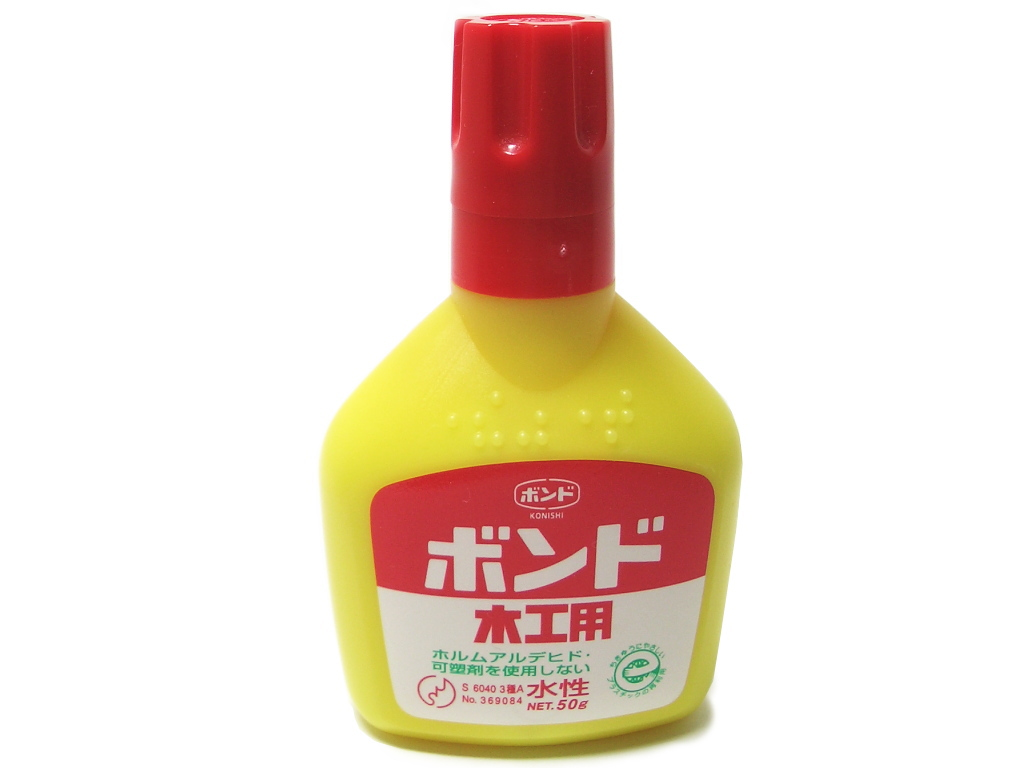
木工用ボンド（コニシ製）

木工用ボンド（もっこうようボンド）は、酢酸ビニル樹脂エマルジョン接着剤の通称。木工用接着剤の一種。略称で「木工ボンド」とも呼ばれる。英語では"White glue"と呼ばれる。また「ボンド」はコニシの登録商標である。

## 概要
第二次世界大戦の開戦によって接着剤の製造に使っていた膠の供給が逼迫し、1943年（昭和17年）頃からアメリカ合衆国政府出版局（GPO）が製本用の合成樹脂接着剤の研究を始めた。そこで生まれた背張り用の接着剤がポリ酢酸ビニル乳濁液に可塑剤を加えたものであった。この時の研究レポートを元にして大蔵省印刷局が1951年（昭和26年）に追試と試作を行い、戦後日本においても原材料が入手可能で、性能とコスト面での実用性があると確認された。
1952年（昭和27年）に、コニシから合成接着剤「ボンド」第一号が発売された。当初は主に製本用の接着剤だった。その後、コニシは様々な企業へサンプルを配布した。すると、名刺製本用としてサンプルを配っていた朝日新聞社から「これは下駄の歯をつなぐのに便利だね」と言われた。そして、「酢酸ビニルエマルジョンは木材にも応用できるのではないか」と考え、そして1953年、可塑剤の量を調節し、木材用として最適な柔軟性と強度を持たせた新製品「CHシリーズ」を発売。これが木工用ボンドの直接の元祖となった。
1957年には、コニシが「小型チューブ入りボンド木工用」を発売。国内初の家庭向け木工用ボンドとなった。以降、他社からも同様の製品が製造・販売されるようになる。

## 由来
英語の「bond」（つなぐ・接着・接着剤）という単語から来ている。そのため「木工用」・「接着」の複合語として「木工用ボンド」となる。

## 成分

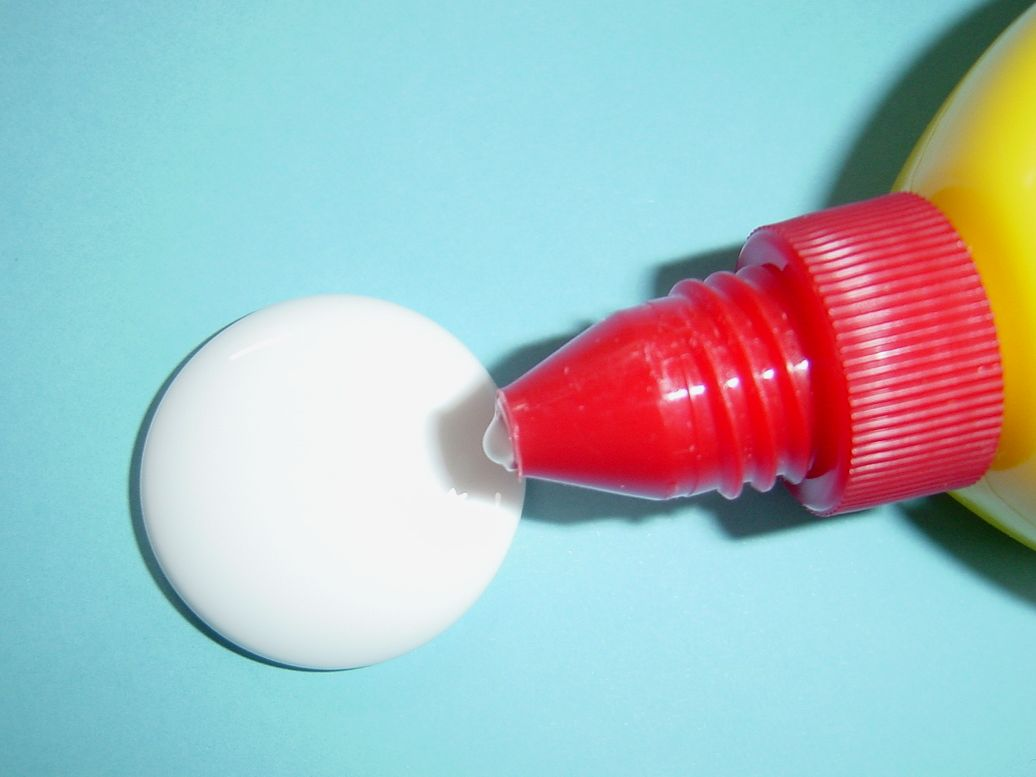
酢酸ビニル樹脂エマルジョン接着剤

木工用ボンドは、酢酸ビニル樹脂（C₄H₆O₂）を主成分とした水性系の接着剤である。また、接着剤に含まれている水分が、木材・紙・布に吸収し蒸発することによって固化する「機械的結合」である。特徴として、固まっても弾力性があり、通常の状態では乳白色だが硬化すると無色透明になる特徴を持っている。

## 特性
酢酸ビニル樹脂エマルジョン接着剤を木工用として使用する際、以下のような利点と欠点がある。

### 利点
- 安価[8]
- 一液性で簡単に使用できる[8]
- 膠や溶剤系接着剤と比べると衛生上無害で清潔[8]
- 接着剤を塗布してから貼るまでの時間に余裕がある[9]
- 室温で容易に乾燥する[8]
- 圧力を掛けて締めることで接着力が増す[9]
- 接着面が柔軟で耐衝撃性がある[8]
- 乾燥後は半透明になり、はみ出しても汚れて見えない[8]
- 乾燥後の強度が高い[8]
- 接着後に加工してもノコギリや鉋の刃を傷めない[10]
- 接着後の対老化性が大きく経年変化に強い[8]
- 未使用で長期の保存に耐える[11]

### 欠点
- 0度以下で凍結し、成分が破壊されて接着できなくなる[12]
- 接着後の耐水性がやや劣り高湿度では接着力が低下する[13]
- 接着後の耐熱性がやや劣る[11]
- 夏と冬で粘度が大きく異なるため可塑剤や溶剤が配合される（可塑剤は温度変化に不安定で染み出すとニスや塗装を汚すことがあり、建築用には夏用と冬用の配合が存在する）[14]

## 種類

### 木工用（白ボンド）
樹脂41％・水59%の割合で有ることが多い（メーカーで多少変化）。欧米でも「白ボンド(White glue)」「学校ボンド(School Glue)」の呼称で広く親しまれている大衆向けボンドである。

### 木工用速乾
樹脂55％、水45％の割合で有ることが多い（メーカーで多少変化）。水よりも樹脂の割合が高く水分が少ないので、乾燥が早い特徴がある。

### 木工用多用途
エチレン酢酸ビニル樹脂を主成分としており、「木・皮・布・紙」と「塩化ビニル樹脂・金属」をお互いに接着できるもの。機械的特性は一般的な木工用ボンド（ポリ酢酸ビニル接着剤）と同等ながら、無孔質の平滑面に対する接着力が優れ、耐湿性も高い。市販品にはコニシの「木工用多用途」、アルテコ「速乾アクリア」などがある。

### その他
- 手芸用ボンド
- 学校教材用ボンド（学校工作用ボンド）
- 建築用木工ボンド　他

## 競合製品
木工用ボンドはコニシ以外からも発売されている。
主に一般用

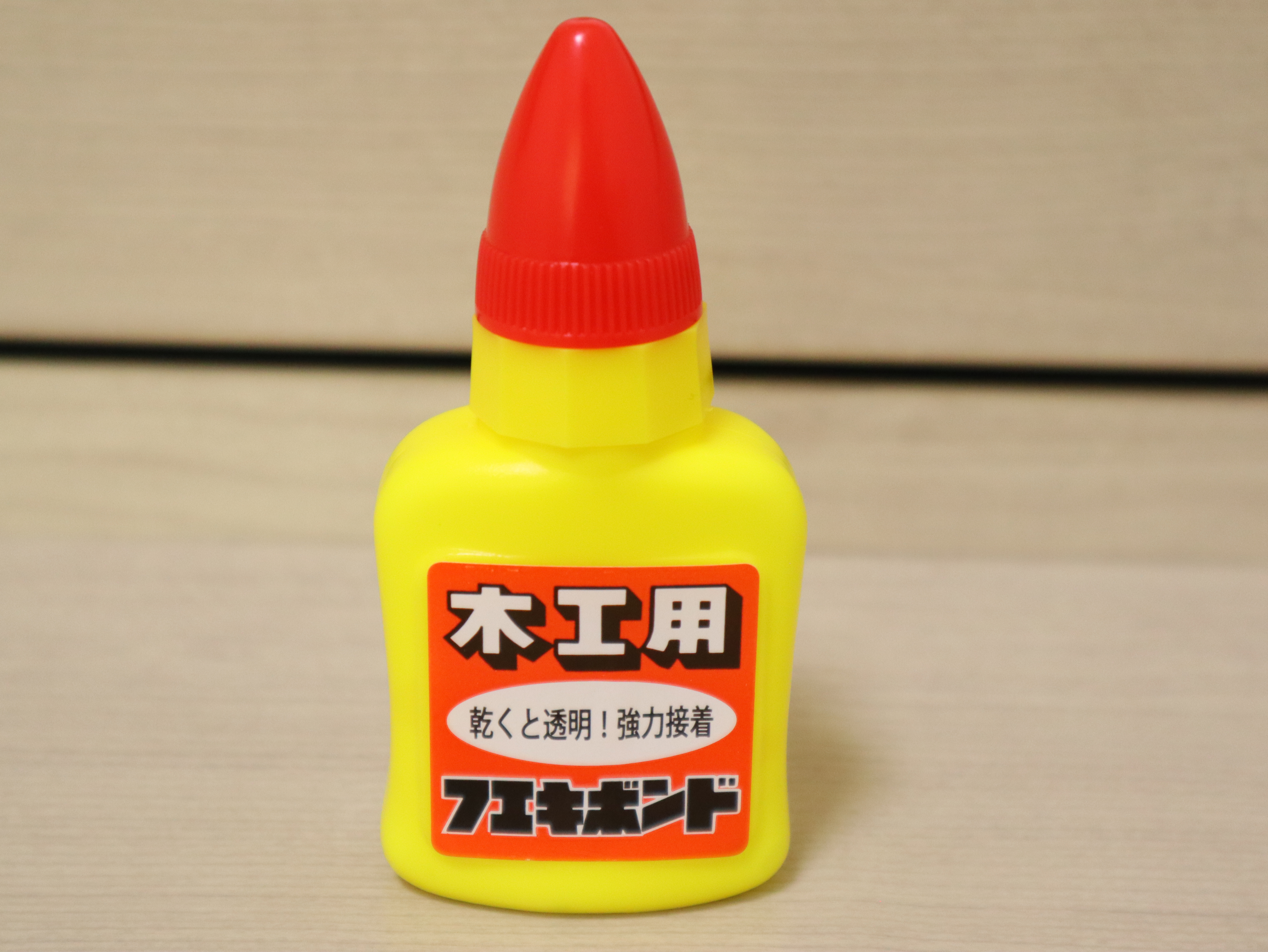
コニシ - ボンド木工用
- セメダイン - セメダイン木工用
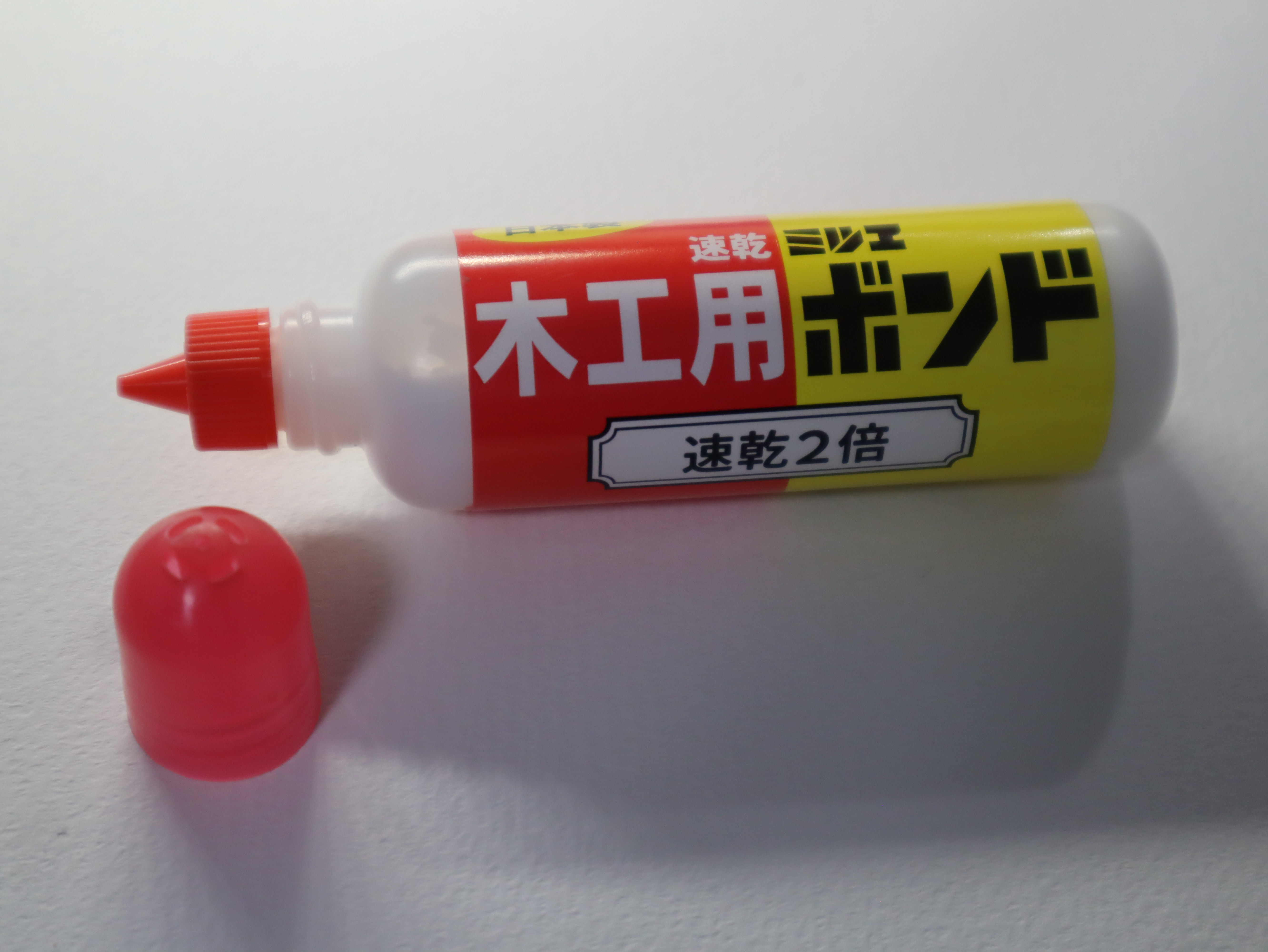
ミツヱ - ミツヱボンド（ミツエボンド）
- フエキ - フエキボンド
- サクラクレパス - ボンドタッチ
- ナカイ - 木工用ボンド[17]

主に建築用
- アイカ工業 - A-Qシリーズ　他
- オーシカ - セレクティVE-56　他
- タイルメント - W-2　他

- フエキボンド
- ミツヱボンド

## 商標
「ボンド」はコニシの登録商標である。（ボンド/BONDの二段併記商標 登録商標第433890号等）
コニシの接着剤のブランド「ボンド」の中で、木工用だけが突出して有名になってしまい、酢酸ビニル樹脂エマルジョン接着剤の商標由来の代名詞として「木工用ボンド」が通名するようになった。なお、コニシでは「ボンド」が普通名称化しないように自社サイトで登録商標を管理している。
その他
- コニシ ボンド木工用（立体登録商標 日本第5053354号）
- コニシ ボンド木工用速乾（立体登録商標 日本第5331532号）
- ボンド（登録商標 日本第第429201号）
- フエキボンド（登録商標 日本第3046010号）
- ボンドタッチ（登録商標 日本第5380962号）

## 規格
日本工業規格では、「酢酸ビニル樹脂エマルジョン木材接着剤 / Poly (vinylacetate) emulsion adhesives for woods」として、規格を設けている。「JIS K 6804：2003」
また、国際標準化機構でも同様に規格されている。「ISO 2115」「ISO 6238」

## 使用例
- 建築内装木工事、家具・建具の製作[20]。
- 木・合板・紙・布・フェルト・パーティクルボード・ハードボード・インシュレーションボード・MDFの相互の接着、工作での使用。

- 木工用ボンドなどに澱粉と少量の塩を加えて作られるスライムの一種「グラーチ (glurch; glue+starch) 」に使用される。
- 「砂像」や冨永ボンドが2009年8月に創案した独自の画法「ボンドアート」や「ソルトペインティング」にも用いられる。
- バドミントンのシャトルの修復や、弓道の弦の補強材である天鼠に用いられる。

- 木工用ボンドは、ゴムやプラスチックの接着に向かないという特性を利用し、ラバーストラップなどゴム製品の汚れを落とすのに利用される場合がある[21]。
- 主成分の「酢酸ビニル樹脂」の酸性の働きにより錆取りに利用する場合がある[22]。錆のところに木工用ボンドを厚く塗り、乾いてから剥がすと錆がとれる。なおメーカーは推奨していない[23]。

## その他
海外では、アメリカのフランクリン社製の「タイトボンド」が木工用ボンドとして広く普及しているが、脂肪族樹脂を主に使用しているため、日本でいう『酢酸ビニル樹脂エマルジョン接着剤（通称 : 木工用ボンド）』の分類には入らない。